# Maciej Sytek
Maciej Dariusz Sytek (ur. 23 czerwca 1965) – polski przedsiębiorca i urzędnik samorządowy, w latach 2017–2018 członek zarządu województwa wielkopolskiego V kadencji.

## Życiorys
Ukończył historię na Uniwersytecie im. Adama Mickiewicza w Poznaniu. Kształcił się podyplomowo w zakresie bezpieczeństwa i higieny pracy w Wyższej Szkole Logistyki w Poznaniu oraz zarządzania w Wyższej Szkole Bankowej w Poznaniu. Zajmował się prowadzeniem działalności gospodarczej w zakresie prowadzenia szkoleń. W 2011 został kierownikiem i następnie naczelnikiem Wydziału Informacji i Promocji Departamentu Polityki Regionalnej w Urzędzie Marszałkowskim Województwa Wielkopolskiego. W tym urzędzie był wicedyrektorem Departamentu Wdrażania Programów, a od 2016 dyrektorem Departamentu Zdrowia w tym urzędzie. W 2019 objął funkcję prezesa Agencji Rozwoju Regionalnego w Koninie i pełnomocnika marszałka wielkopolskiego ds. restrukturyzacji Wielkopolski Wschodniej. Zasiadał w radach nadzorczych spółek komunalnych i wojewódzkich.
Zaangażował się w działalność polityczną w ramach Platformy Obywatelskiej. W 2010 ubiegał się o fotel burmistrza miasta i gminy Pobiedziska (zajął trzecie miejsce). 24 kwietnia 2017 powołany na członka zarządu województwa wielkopolskiego, odpowiedzialnego za zdrowie, gospodarkę i programy regionalne (w miejsce odwołanego Leszka Wojtasiaka). Zakończył pełnienie funkcji wraz z całym zarządem 23 listopada 2018. Kandydował do sejmiku wielkopolskiego w 2018. W 2019 ubiegał się o mandat senatora w okręgu nr 93 (zajął drugie miejsce z poparciem ponad 40% głosów). 
Jest także wykładowcą na Wydziale Nauk Politycznych i Dziennikarstwa Uniwersytetu im. Adama Mickiewicza w Poznaniu na kierunku Produkcja audiowizualna. 
Działacz społeczny, m.in. koordynator akcji "Świąteczna paczka od sąsiada" na terenie gminy Pobiedziska. Była to organizowana w latach 2008-2017 oddolna akcja charytatywna, w ramach której zbierane były trwałe produkty żywnościowe i słodycze. Trafiały one do najbardziej potrzebujących mieszkańców gminy oraz do osób samotnych. W 2009 roku został uhonorowany tytułem Wolontariusz Roku przez starostę poznańskiego Jana Grabkowskiego. 
Żonaty, ma córkę.